# Mary Poole (häxeriåtalad)
Mary Poole, var en engelsk kvinna som anklagades för häxeri. 
Hon var tillsammans med Jane Dodson det sista åtalet för häxeri som lagfördes vid Old Bailey i London, där trolldomsmålen stadigt hade minskat efter 1660.
Trolldomsanklagelser förekom även efter detta men då enbart som en del av andra anklagelser och inte längre som huvudmål. 
Mary Poole tillhörde det romska resandefolket. Hon anklagades för att ha använt sin påstått magiska förmåga att hitta borttappade föremål till att stjäla. Hon dömdes inte för trolldom utan för stöld. 